# Carraca
|  | Per a altres significats, vegeu «Carraca (desambiguació)». |

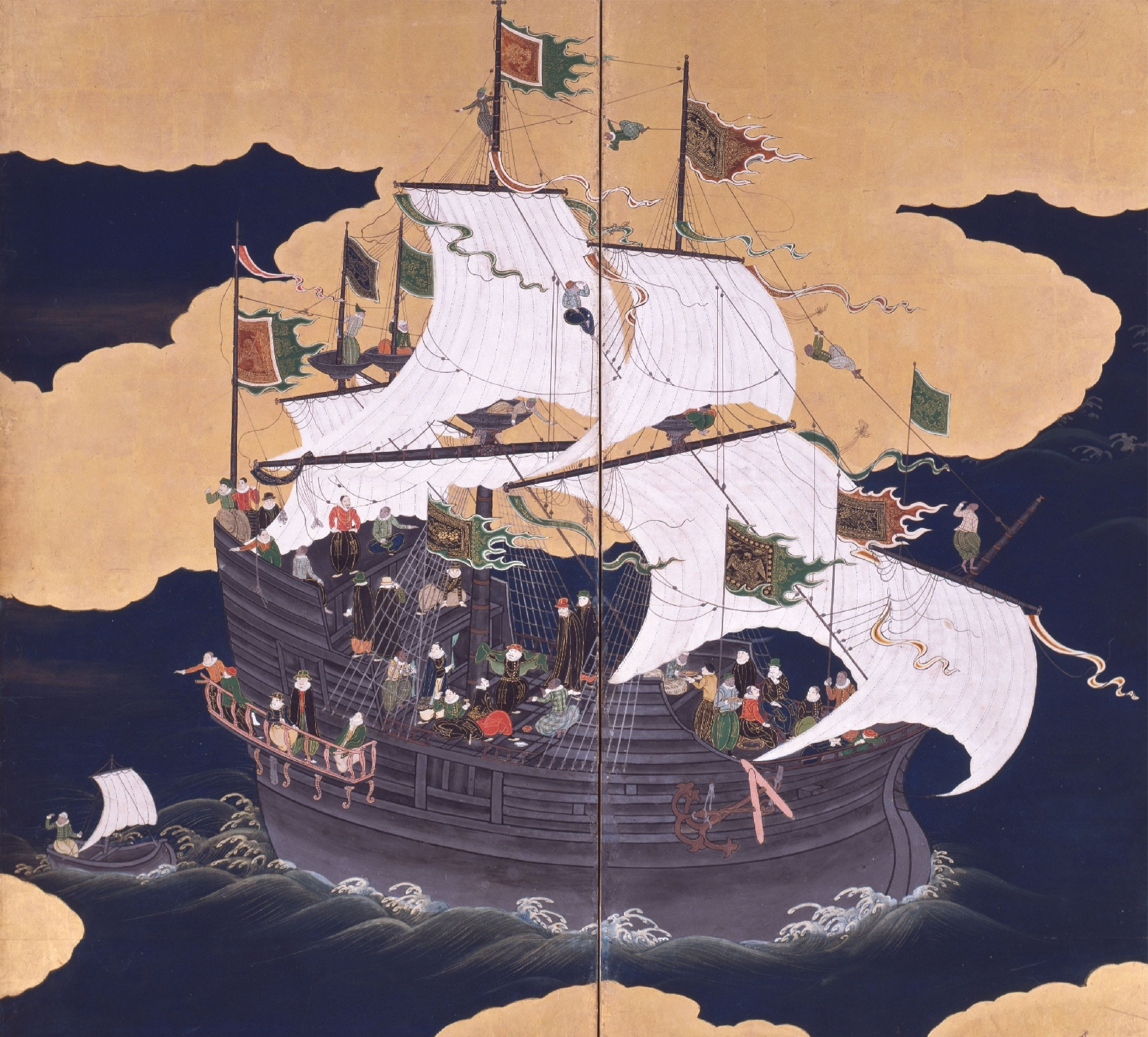
Imatge d'una carraca portuguesa. Pintura japonesa del

Les carraques eren vaixells de vela rodons d'alt bord especialitzats en el transport de grans càrregues en travessies llargues. Hi va haver carraques des del segle xii fins al segle xvi. Van ser els vaixells més grans de la seva època.
Eren molt apreciades per venecians, genovesos i portuguesos, i menys utilitzades per castellans, catalans i valencians. A les drassanes del Cantàbric es van construir molt poques carraques, pel seu mal comportament en els temporals.

## Orígens
La seva configuració bàsica constava d'un buc amb calat considerable, un pal i una enorme vela rectangular. Amb el pas del temps va anar incorporant avenços significatius, el principal d'ells va ser la incorporació de timó de popa com reemplaçament dels timons de rem.
La seva mida i calat li donaven prestacions molt importants i apreciades:
- Càrrega : en el seu temps va ser el major vaixell de càrrega disponible, que és molt diversa. També se li va emprar com a transport de tropes, fins i tot cavalleria.
- Resistència : Les carraques eren vaixells molt sòlids i fiables, i conforme anaven incorporant avenços tècnics van ser capaços de realitzar travessies més llargues.

La principal desavantatge de les carraques era la seva pobra maniobrabilitat i la seva lentitud, deficiències que van ser millorant amb els avenços tècnics que anaven sorgint.
Un altre aspecte important de les carraques era que, en tenir un calat significatiu, només podien fer operacions de càrrega i descàrrega en ports d'alçada, ja sigui que fossin marítims o fluvials, o bé estant ancorades a distància. La seva capacitat de maniobra en ports de cabotatge era molt limitada.
Un altre inconvenient d'aquest tipus d'embarcacions era l'elevat cost de construcció, sobretot considerant que durant l'edat mitjana els estats nacionals europeus eren essencialment nominals, en realitat, Europa estava fragmentada en territoris feudals i ciutats estat, dels quals només uns pocs tenien els mitjans per finançar la construcció de carraques. Aquest Aspectes és significatiu des del punt de vista històric, ja que en termes navals, la carraca, com vaixell de guerra, era molt superior al drakkar viking. No obstant això, la manca de flotes defensives a Europa, especialment a França i Anglaterra, va permetre als vikings dur a terme invasions amb èxit en aquests regnes.

## Característiques
El buc tenia un castell de proa que, a diferència de la coca, no era una estructura superposada al nucli, sinó que formava part d'ell integrant perfectament i que no sobresortia pels costats. Tenia major altura que els castells anteriors i, en moltes ocasions, podien col·locar diversos ponts superposats. La mateixa estructura era aplicada al Alcázar de popa format per dos o més ponts anomenats alcazarillos, englobats en l'estructura de la nau, on es van instal·lar inicialment els canons. Les carraques tenien un buc lleugerament més arrodonit que les coques i incorporar per primera vegada els tres pals. El trinquet i el major amb veles quadrades (inicialment una cada pal) i el messana una vela triangular. En les carraques més evolucionades es va afegir un quart pal a popa anomenat contramitjana, amb veles llatines. A mesura que van transcórrer els anys el velam es va complicar afegint noves veles quadrades als dos primers pals. Aquesta estructura vèlica dificultava la navegació amb vent de bolina però facilitava la de vent de través i de popa.

### Nucli
La relació eslora/mànega era aproximadament tres. Feia castell de proa, bastant alt, i castell de popa de grans dimensions. La coberta tenia castell, combés i tendal, portant al combés una gran escotilla de càrrega. El buc solia estar reforçat per grans cintons i bularcames.

### Desplaçament
Al segle xv tenien entre 200 i 600 tones. Cap a la fi del segle xvi n'hi va haver de fins a 2.000 tones.

### Aparell i arboradura
Les primeres carraques eren d'un sol pal. Van evolucionar, i a final del segle xvi portaven tres pals, i algunes n'hi haviens fins a quatre. Els pals tenien masteler i portaven cofes per situar els arquers. El pal major era molt més gran que el trinquet, que al seu torn també era molt més gran que l'messana.
Al segle xv, el velam de les carraques solia ser:
- civadera quadra al bauprès.
- veles quadres per trinquet i velatxo.
- veles quadres per a l'arbre mestre i gàbia.
- Vela llatina per al messana, i llatina o quadra per sobremesana. I, a vegades, una llatina a contramesana.

## Transformació i evolució
El descobriment d'Amèrica i la consolidació d'estats nacionals a Europa (Portugal, Espanya, les Províncies Unides, França i Anglaterra) va comportar que de les seves arques, destinaran fons per a la construcció de les seves flotes i poder explorar el Nou món.
A diferència de les Caravel·les, que van anar quedant en desús, les naus i carraques van patir grans millores i transformacions, fins a convertir-se en un nou tipus d'embarcació, conegut com a galió, del qual es van donar diferents variants, com el galió espanyol i el galió anglès.

## Comparació de «carrack»(anglès) amb «carraca» (altres llengües)
El terme «carrack» en anglès representa dues menes de vaixells: les naus i les carraques. En català, portuguès i castellà, una carraca pot definir-se com una nau gran. En anglès no hi ha un terme específic per a designar nau (en el sentit de tipus de vaixell).

### Errors de traducció
Moltes obres en anglès que parlen de «carracks» es tradueixen per «carraques» indiscriminadament. És fàcil de llegir que la nau
de Colom era una carraca o que la nau Victoria – la de la volta al món- era una carraca. Aquest errors grollers són acceptats i han influït en autors moderns que ignoren documents castellans, portuguesos i catalans. I fins i tot francesos i italians. Quda clar que la Santa Maria i la Victoria eren naus.

## Història documental
- 1298. Alfons X de Castella va esmentar les carraques al codi de les «Siete Partidas».[5]

- 1464-65. Benedetto Cotrugli. Descripció de les carraques.

| «                    | Carachie sono navilii facti quasi alla marsigliana, intra nave et marsiliana, et quisti navilii usano multo gli homini dellu regame Monopoli, Trani, Pulignano, Otranto, Brindiçi, etc. et la Morea et Graecia. | » |
| — Della navigatione. | |   |

- 1476. Carta de Diego de Valera que parla d'una batalla naval amb participació de carraques.[6]

- 1505. Carraca francesa La Charente.[7][8]

- 1522. Gran carraca dels Cavallers de Malta.[9]

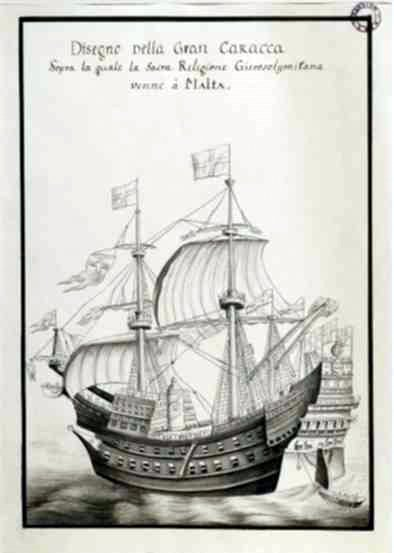
Carraca Santa Anna bastida a Villefranche.

- 1535. «Carraca grossa» esmentada en els senyals de la torre de Monjuic.[11]
  - Torres de senyals de Montjuic

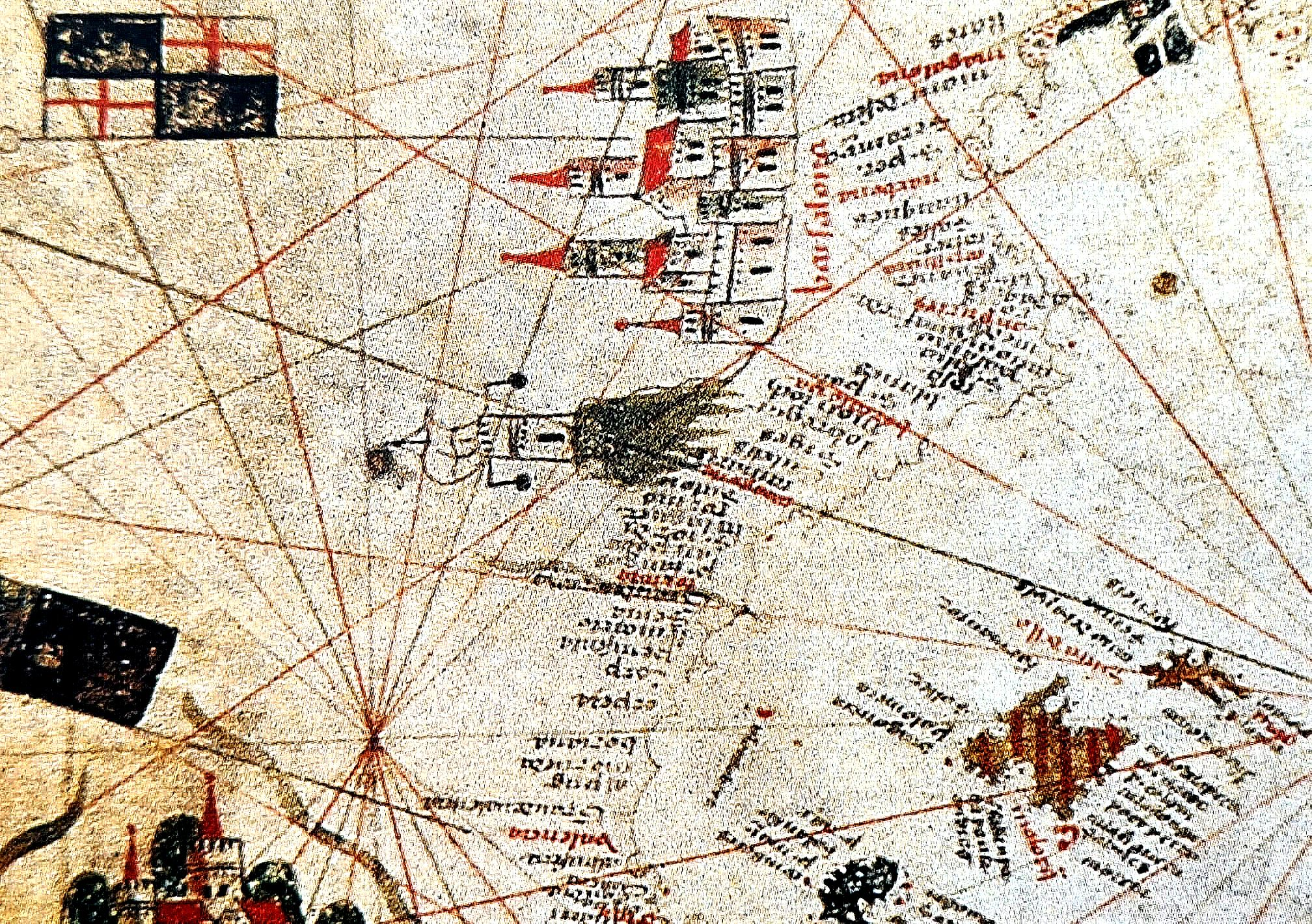
Mapa de 1449 de Gabriel Vallseca. Vegeu Barcelona i la torre de senyals de Montjuïc, semblant al de Prunes de 1563.o els.Olives-1560-68

Moltes torres de guaita disposaven de codis de senyals, amb llums i fogueres, i banderes i altres signes. Els llargavistes, en permetre la identificació dels senyals a gran distància, potenciaren aquest sistema de comunicació milenari. Una de les torres de senyals més antigues (entre les documentades) fou la de Montjuic.
Les torres de senyals medievals de Gènova, Barcelona i, probablement, Venècia i Pisa foren precursores oblidades de la Telegrafia òptica. En el cas de Barcelona s'utilitzaven tres pals on eren hissades boles negres (anomenades "poms") segons un codi determinat.
Entre les referències més antigues a la torre de senyals de Barcelona hi ha la seva representació esquemàtica en una de les cartes portolanes de Gabriel de Vallseca (vegeu imatge) i un testimoni escrit pel notari genovès Antonio Gallo sobre un atac genovès a Barcelona, esdevingut el 1466.

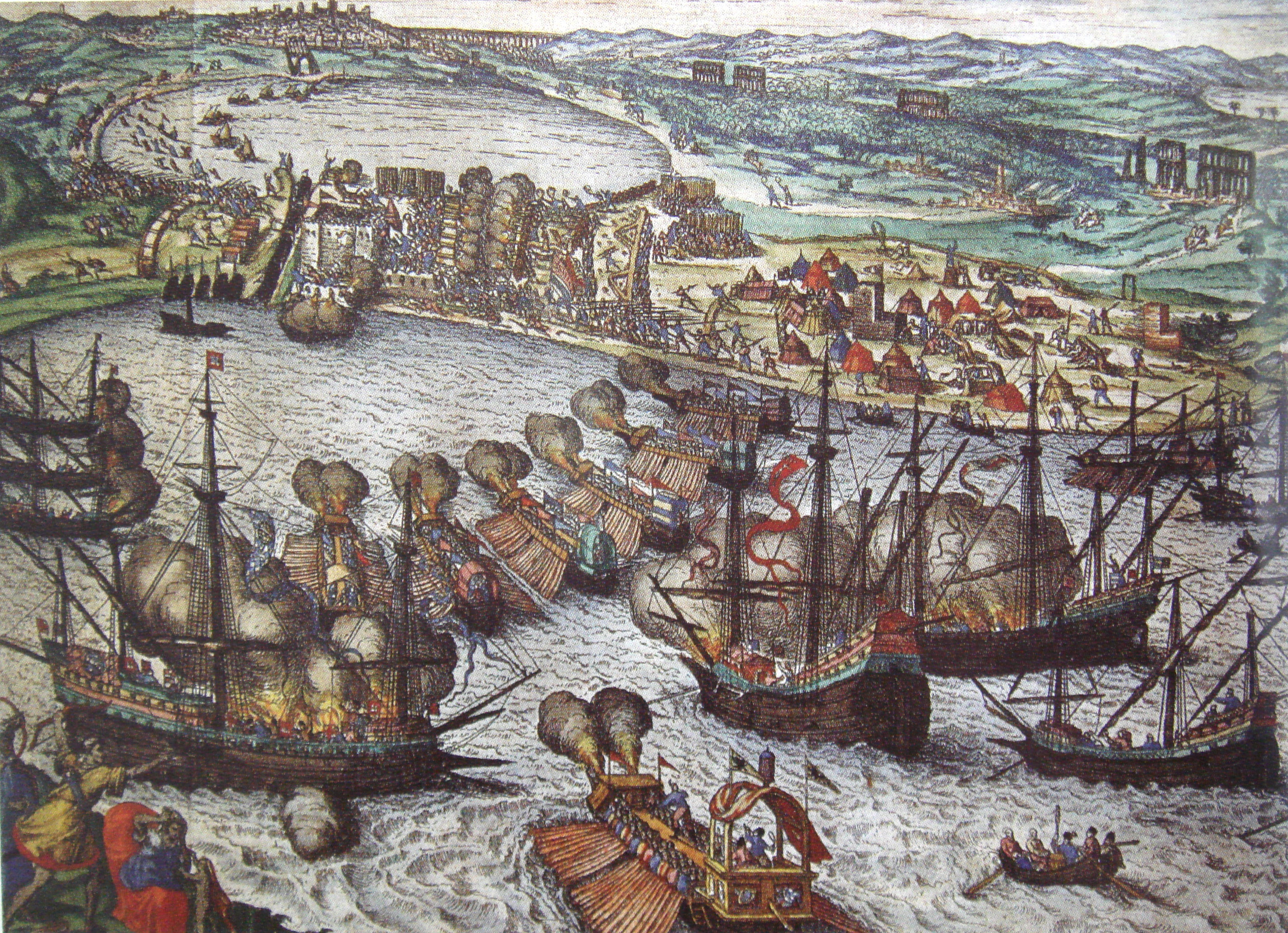
Galió Botafogo. A baix i a l'esquerra. A dalt l'Estany de La Goleta.

- 1535. Jornada de Tunis. Participació d’un galió portuguès de grans dimensions, confós amb una carraca.
  - Portugal, amb un gran galió i vint caravel·les, al comandament de l'Infant Lluís de Portugal i d'Aragó, germà de l'Emperadriu.

| « | ... O galeão portuguez chamado S. João Baptista, em que o imperador de Alemanha, e rei de Hespanha Carlos V foi com seu cunhado o nosso infante Dom Luiz, chamado Delicias de Portugal, á conquista de Tunes contra o famoso corsario Heredim Barba-Rôxa, não só é celebrado por ser o maior navio, que nos mares da Europa opprimiram as ondas, pois jogava 366 peças de bronze, e sendo redondo continha 600 mosqueteiros, 400 soldados de espada e rodella, e 300 artilheiros; mas tambem é famoso pelo talhamar, ou serra grande de aço finissimo, que tinha na próa, para romper a cadea de Goleta; ... | » |

- 1611. Definició de carraca al diccionari  Tesoro de la lengua castellana o española.[21]

- 1654. Llista de les carraques, galions i naus dels capitans de Ragusa que serviren a Carles V, Felip II, Felip III i Felip IV.[22]

- 1758. Saverien.

CARAQUE ou CARRAQUE. Nom que les Portugais donnoient aux vaisseaux qu'ils envoyoient autrefois au Brésil & aux Indes Orientales. C'étoient de gros bâtimens de guerre, ronds, plus étroits par le haut que par le bas, qui avoient sept ou huit planchers, fur lesquels on pouvoit loger jusqu'à deux mille hommes , & qui portoient environ deux millions de Livres. Les Chevaliers de Rhodes s'en font aussi servi.
- 1831. Definició de carraca (castellà). Diccionario marítimo español.[24]

- 1887. Glossaire archéologique du Moyen Age et de la Renaissance.[25]

- 1994. Carraca a un Glossari Nàutic de la Llengua d’Oc.[26]

## Diferència amb les naus

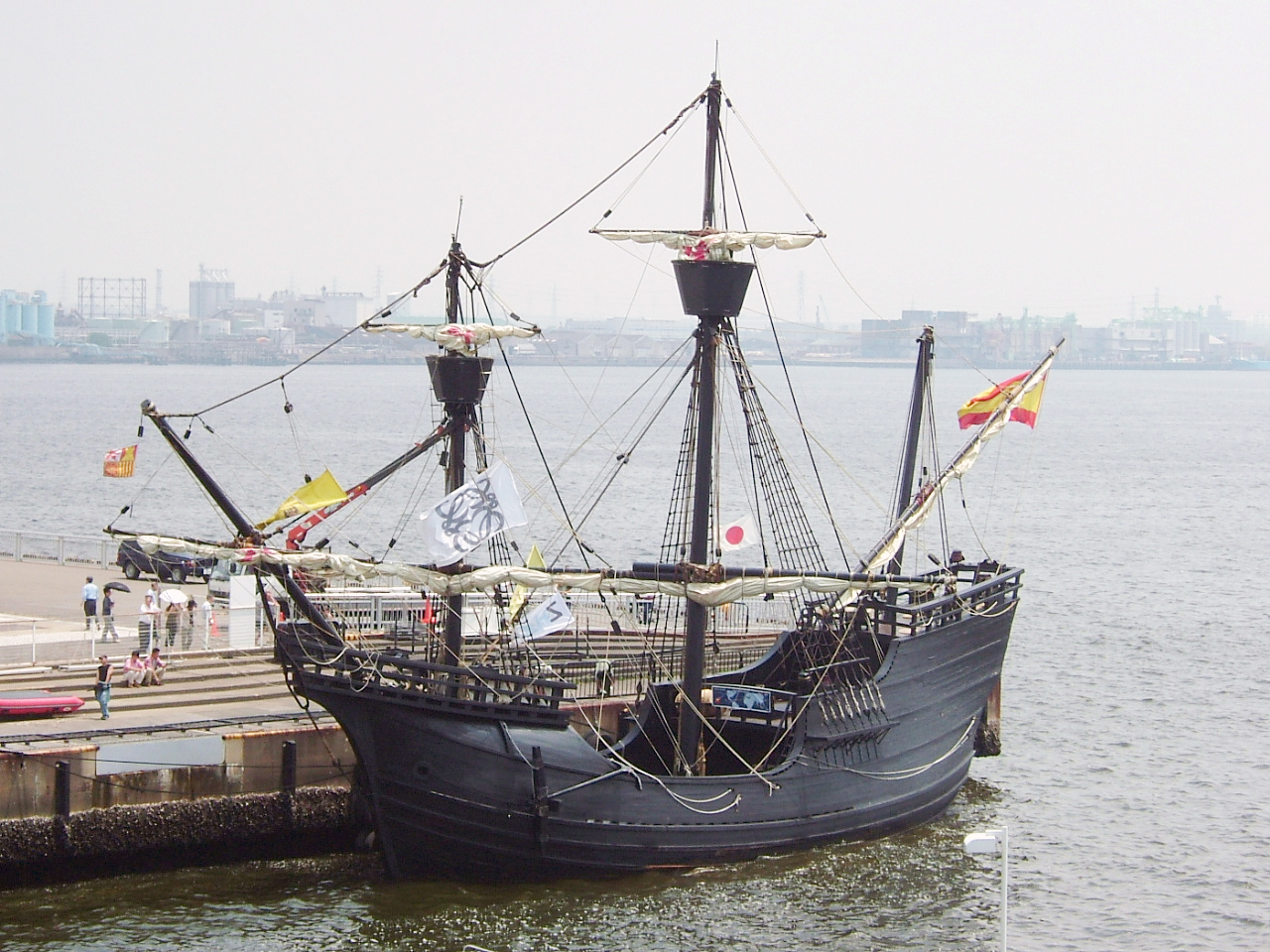
Rèplica de la nau Victoria, l'única de les cinc naus de Magallanes que va retornar a Espanya a 1522, sent la primera a circumnavegar el globus terrestre.

De vegades es va dir nau a les carraques, o a qualsevol vaixell, utilitzant l'expressió nau en el seu sentit general de navili o vaixell. Però les naus eren també un tipus específic de vaixell.
Encara que el buc era molt semblant de formes, el de les carraques estava reforçat amb cintones i bularcamas exteriors de fusta, el de les naus no.
Els castells de proa i popa eren més grans en les carraques que en les naus.
Les naus només portaven una vela llatina a l'arbre de mitjana, i només portaven cofes als arbres de trinquet i mestre. La mida dels tres pals de les naus no era tan diferent com en les carraques.
El tonatge de les naus variava entre 200 i 500 tones. Les més petites eren naus d'exploració, i les grans, de càrrega o guerra.

## Desenvolupament
A l'Edat Mitjana tardana, especialment a partir del segle xiv, les carraques i naus ja havien incorporat més pals, més velam, incloent veles llatines, que unit a la seva resistència i capacitat de càrrega les van convertir en el cavall de batalla de les rutes marítimes de comerç, servint des d'Islàndia al Nord, les Açores a l'oest i les costes africanes, fins i tot l'oceà Índic al Sud. Es pot afirmar que en aquest punt, Europa en el seu conjunt havia aconseguit la supremacia mundial en construcció naval.